# Pseudostenophylax hebeiensis
Pseudostenophylax hebeiensis is een schietmot uit de familie Limnephilidae. De soort komt voor in het Palearctisch gebied.